# The Crüxshadows
The Crüxshadows – niezależna grupa muzyczna z Tallahassee na Florydzie, utworzona w 1992 przez Rogue’a (Virgil Roger du Pont), Seana Flanagana i Tima Curry’ego.
Ich styl grania łączy syntezatory, gitary i instrumenty smyczkowe, tworząc dość oryginalną mieszankę – ich muzyka jest mroczna (zaliczani są do darkwave i gothic), ale taneczna i dynamiczna.
Grupa odniosła spory sukces na scenach gotyckich i darkwave’owych na całym świecie. Koncertują intensywnie, biorąc udział w festiwalach na całym świecie - wystąpili między innymi na Castle Party w 2008 roku.